# 花丛镇
花丛镇，是中华人民共和国四川省巴中市恩阳区下辖的一个乡镇级行政单位。

## 行政区划
花丛镇下辖以下地区：
大水井社区、镇垭庙社区、方寨村、走马梁村、南岳村、南连嘴村、金垭村、鄢家河村、曹氏祠村、矿石村、道山寨村、牛角溪村、峨嵋村、棋盘村、土寨村、金山观村、元宝石村、将军村、龙凤村、盛花村、殷家碥村、扑罗村、成山村、称杆村、苏村坝村、三合寨村、葫芦村、太极观村、柏林村和白果坪村。